# Ribediget

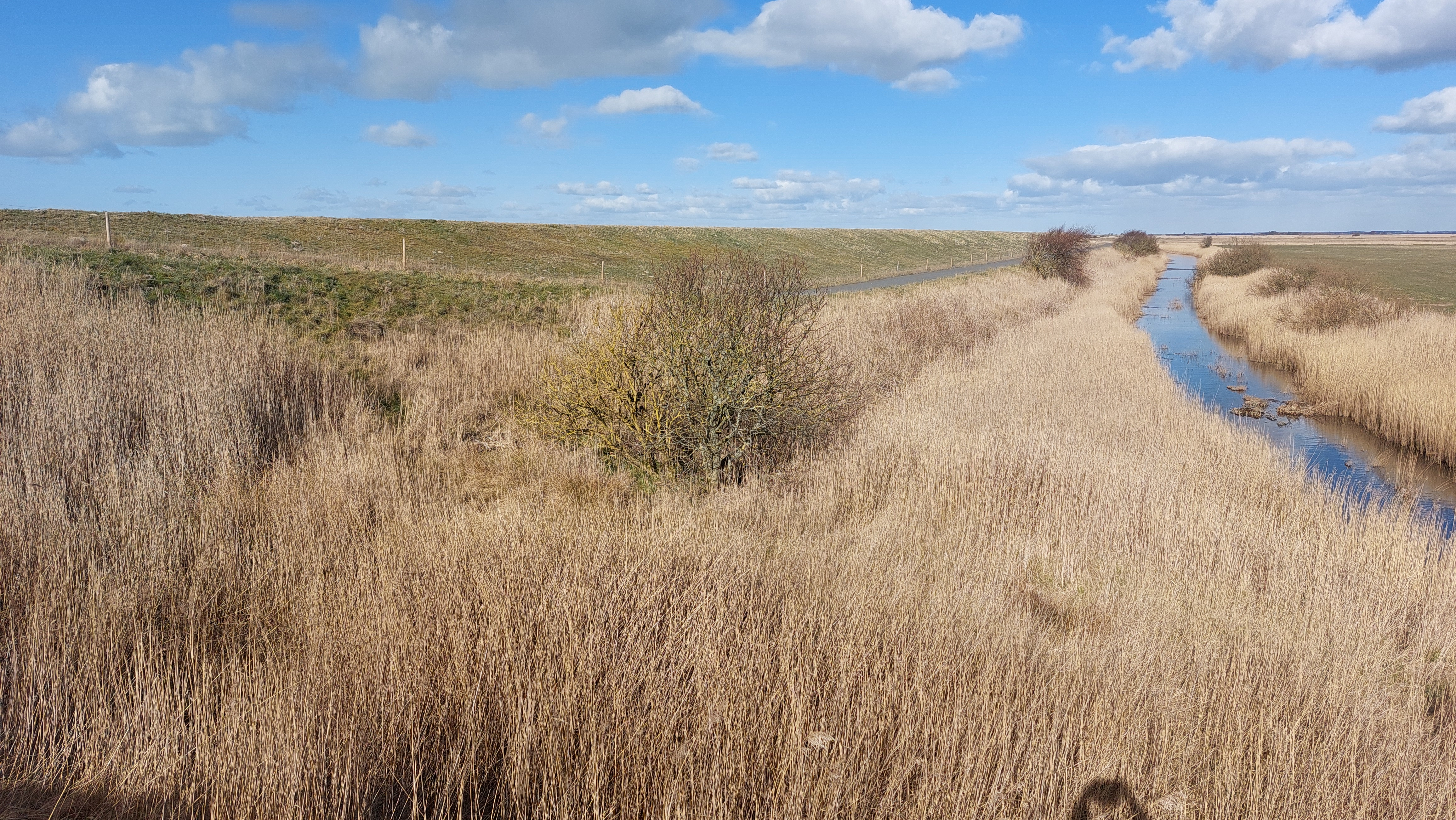
Ribediget sett norrut från Mandøvej

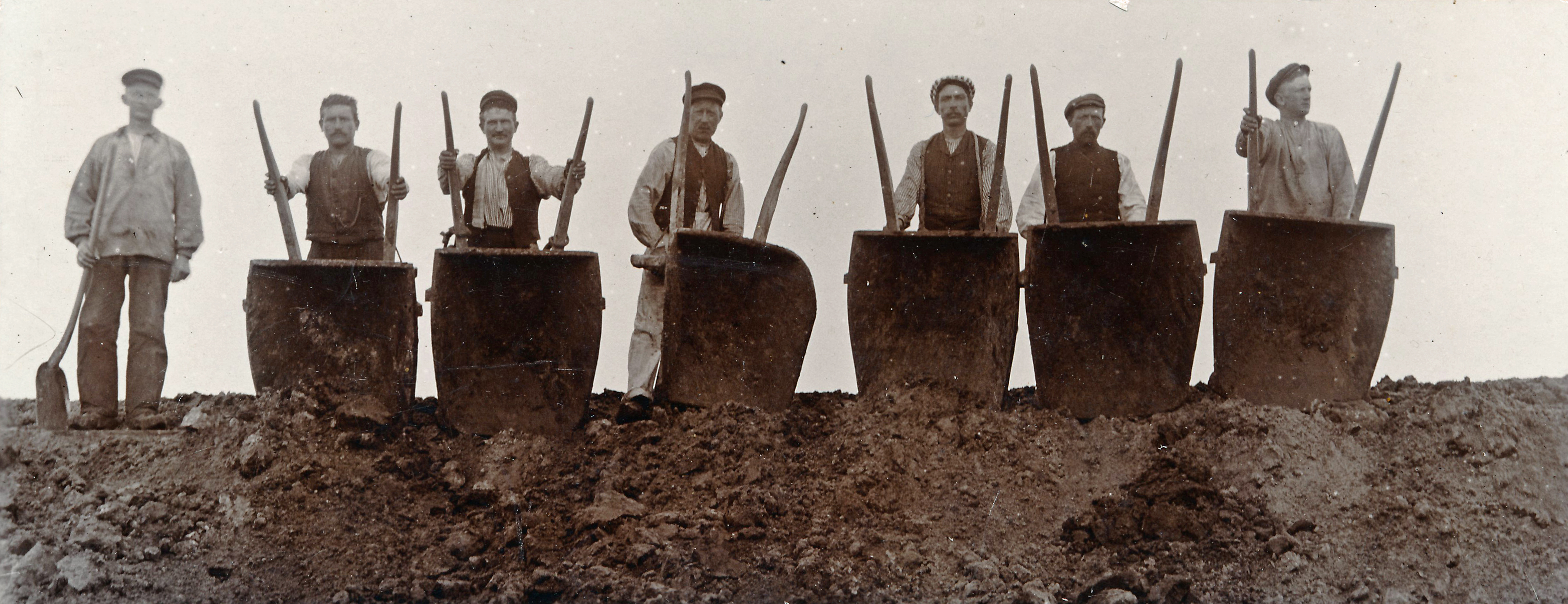
Arbetare vid dikesanläggningen vid Vester Vedsted

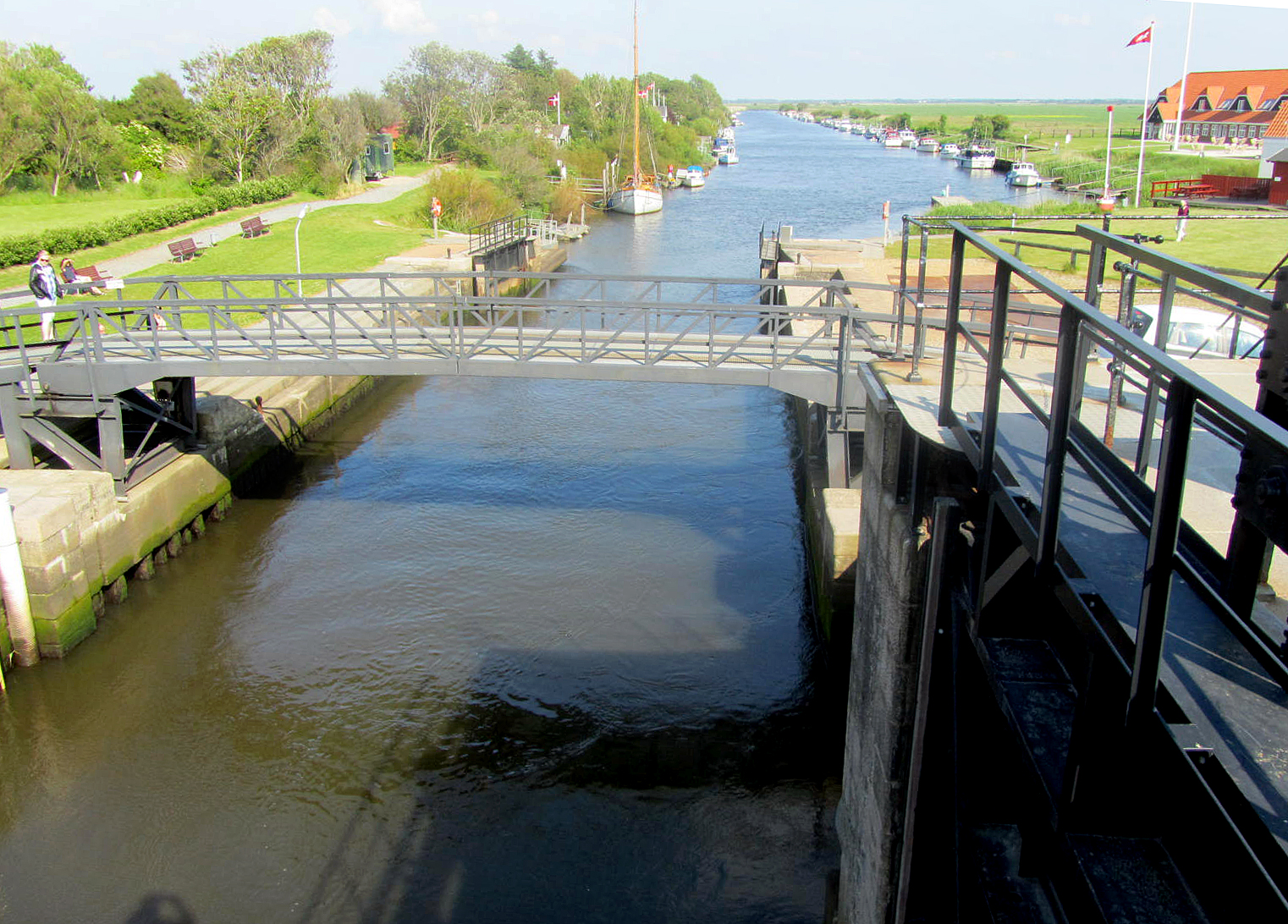
Kammerslusen vid Ribe Ås utlopp

Ribediget är en 18,5 kilometer lång översvämningsbarriär och kanal, som börjar strax söder om Tjæreborg och som slutar utanför Vester Vedsted. Anläggningen omfattar också den 500 meter långa Nordre Fløjdige och den 2,7 kilometer långe Søndre Fløjdige, vilka sträcker sig vinkelrätt in i landet söder om Vester Vedsted. Ribediget, som har en höjd på knappt sju meter, anlades 1911–1914 och förstärktes senast i slutet av 1970-talet. Nordre och Søndre Fløjdige förstärktes på 1990-talet. Ribediget och Kammerslusen har sedan 1912 lyckats beskydda Ribemarsken och marken bakom skyddsvallen mot stormfloder som kommit från Vadehavet.
Förutom Kammerslusen finns längs kanalen tre regleringsslussar: från norr vid Darumån, vid Kongeåens utlopp och vid Vester Vedstedån. Det bildas bakvatten av vattnet från åarna om inte vattnet kan rinna ut. De tre frislussarna leder vattnet genom Ribediget i en tunnel. På tunnelns yttersida finns slussporten, som på alla slussarna är automatiska, det vill säga att det är vattnet som avgör om porten ska vara öppen eller stängd. Är vattenståndet högre innanför kanalen, blir porten öppen, om däremot vattenståndet i havet är högre, är porten stängd. 

## Historik
Genom avträdelsen av Sønderjylland 1864 förlorade Danmark en tredjedel av sin yta. Nederlaget och den teknologiska utvecklingen åstadkom att jordförbättrings- och uppodlingsprojekt påbörjades över hela landet, ofta stöttade av det 1866 bildade Hedeselskabet.
Efter stora översvämningar i Ribe efter en stormflod 1909 fattades beslut om att anlägga Ribediget. En stormflod 1911 ödelade och försenade en del av arbetet, men underströk också behovet. Efter återförenandet 1920 förlängdes vallen och kanalen ned till den nya gränsen mot Tyskland. Den 13 kilometer långa Kong Christian X:s Dige stod färdigt 1925. Fördämningen höjdes och förstärktes 1924, 1978-1980 och på 1990-talet. 
Under en stor storm i december 1999 slog vattenvågor in över Ribediget. Det skedde turligen vid lågvattenstånd. Om det skett under högvattenstånd, skulle vattennivån ha varit en halv meter högre och lett till katastrofala följder för byar och områden bakom skyddsvallen.